# Anomaloglossus
Anomaloglossus is een geslacht van kikkers uit de familie Alytidae (vroeger: Discoglossidae). De groep werd voor het eerst wetenschappelijk beschreven door Taran Grant, Darrel Richmond Frost, Janalee P. Caldwell, Ronald Gagliardo, Célio Fernando Baptista Haddad, Philippe J. R. Kok, Bruce Means, Brice Patrick Noonan, Walter E. Schargel en Ward C. Wheeler in 2006.
Er zijn 32 soorten, waarvan Anomaloglossus tepequem en Anomaloglossus apiau pas in 2015 voor het eerst wetenschappelijk zijn beschreven. Alle soorten komen voor in delen van Zuid-Amerika; in de landen Brazilië, Colombia, Guyana, Suriname en Venezuela.

## Soorten
Geslacht Anomaloglossus
- Soort Anomaloglossus apiau Fouquet, Souza, Nunes, Kok, Curcio, Carvalho, Grant & Rodrigues, 2015
- Soort Anomaloglossus ayarzaguenai (La Marca, 1997)
- Soort Anomaloglossus baeobatrachus (Boistel & Massary, 1999)
- Soort Anomaloglossus beebei (Noble, 1923)
- Soort Anomaloglossus blanci Fouquet, Vacher, Courtois, Villette, Reizine, Gaucher, Jairam, Ouboter & Kok, 2018
- Soort Anomaloglossus breweri (Barrio-Amorós, 2006)
- Soort Anomaloglossus degranvillei (Lescure, 1975)
- Soort Anomaloglossus dewynteri Fouquet, Vacher, Courtois, Villette, Reizine, Gaucher, Jairam, Ouboter & Kok, 2018
- Soort Anomaloglossus guanayensis (La Marca, 1997)
- Soort Anomaloglossus kaiei (Kok, Sambhu, Roopsind, Lenglet & Bourne, 2006)
- Soort Anomaloglossus leopardus Ouboter & Jairam, 2012
- Soort Anomaloglossus meansi Kok, Nicolaï, Lathrop & MacCulloch, 2018
- Soort Anomaloglossus megacephalus Kok, MacCulloch, Lathrop, Willaert & Bossuyt, 2010
- Soort Anomaloglossus mitaraka Fouquet, Vacher, Courtois, Deschamps, Ouboter, Jairam, Gaucher, Dubois & Kok, 2019
- Soort Anomaloglossus moffetti Barrio-Amorós & Brewer-Carias, 2008
- Soort Anomaloglossus murisipanensis (La Marca, 1997)
- Soort Anomaloglossus parimae (La Marca, 1997)
- Soort Anomaloglossus parkerae (Meinhardt & Parmalee, 1996)
- Soort Anomaloglossus praderioi (La Marca, 1997)
- Soort Anomaloglossus roraima (La Marca, 1997)
- Soort Anomaloglossus rufulus (Gorzula, 1990)
- Soort Anomaloglossus saramaka Fouquet, Jairam, Ouboter & Kok, 2020
- Soort Anomaloglossus shrevei (Rivero, 1961)
- Soort Anomaloglossus stepheni (Martins, 1989)
- Soort Anomaloglossus surinamensis Ouboter & Jairam, 2012
- Soort Anomaloglossus tamacuarensis (Myers & Donnelly, 1997)
- Soort Anomaloglossus tepequem Fouquet, Souza, Nunes, Kok, Curcio, Carvalho, Grant & Rodrigues, 2015
- Soort Anomaloglossus tepuyensis (La Marca, 1997)
- Soort Anomaloglossus triunfo (Barrio-Amorós, Fuentes-Ramos & Rivas-Fuenmayor, 2004)
- Soort Anomaloglossus vacheri Fouquet, Jairam, Ouboter & Kok, 2020
- Soort Anomaloglossus verbeeksnyderorum Barrio-Amorós, Santos & Jovanovic, 2010
- Soort Anomaloglossus wothuja (Barrio-Amorós, Fuentes-Ramos & Rivas-Fuenmayor, 2004)

Anomaloglossus · Rheobates